# Étoile sportive de Livry-Gargan
L'Étoile sportive de Livry-Gargan est un club omnisports français basé à Livry-Gargan.
Le club est désormais un club de gymnastique.

## Handball
L'ES Livry-Gargan évolue dans la division nationale (première division) du championnat de France de handball à onze lors des saisons 1950-1951 et 1951-1952, comme son club voisin du CSM Livry-Gargan,. Elle perd la finale 1951 contre l'Association sportive de la police de Paris sur le score de 16 à 6 à Vincennes.  
En handball à sept, les joueurs de l'ES Livry-Gargan sont vice-champions de France de deuxième division (Excellence) en 1956, s'inclinant en finale contre le Stade Marseillais Université Club.

## Basket-ball
L'équipe féminine de basket-ball remporte la Coupe de France féminine des patronages en 1948 ; l'équipe masculine évolue notamment en Championnat de France Excellence lors de la saison 1949-1950 et lors de la saison 1963-1964.